# Savoy Truffle
Savoy Truffle is een lied dat is geschreven door George Harrison van The Beatles. Het lied is in 1968 uitgebracht op het dubbelalbum The Beatles (ook wel bekend als The White Album). Slechts drie van de vier Beatles spelen mee op Savoy Truffle, namelijk: George Harrison, Paul McCartney en Ringo Starr.

## Achtergrond
Regelmatig gebruikten The Beatles tekstfragmenten uit onder andere kranten en tijdschriften als inspiratie voor hun nummers (bijvoorbeeld bij A Day in the Life en Happiness Is a Warm Gun). De woorden op een doos Mackintosh's Good News-chocolade vormden de inspiratie voor George Harrison om Savoy Truffle te schrijven. Hij kwam op dit idee door de chocoladeverslaving van zijn vriend Eric Clapton. Door zijn voorliefde voor snoep moest Clapton naar de tandarts om enkele tanden te laten trekken. Dit inspireerde Harrison om de regel "But you'll have to have them all pulled out after the savoy truffle" uit het refrein te schrijven.

## Opnamen
Savoy Truffle werd door de The Beatles opgenomen tijdens de sessies voor The White Album. De opnamen begonnen op 3 oktober 1968 in de Trident Studios in Londen. Die dag werd de basis van het nummer opgenomen met Starr op drums, McCartney op basgitaar en Harrison op elektrische gitaar. Twee dagen later, op 5 oktober werd aan deze opname zang van Harrison toegevoegd.
Op 11 oktober werden de opnamen van Savoy Truffle voortgezet in de Abbey Road Studios in Londen. De assistent van producer George Martin, Chris Thomas, schreef een partituur voor zes saxofonisten. Twee baritonsaxofonisten en vier tenorsaxofonisten speelden op 11 oktober deze partituur. Harrison koos ervoor het geluid van de saxofonisten te vervormen en gaf geluidstechnicus Ken Scott opdracht dit te doen. Op 14 oktober, de laatste dag dat er nummers voor The White Album werden opgenomen, werden nog enkele overdubs aan Savoy Truffle toegevoegd: een tweede elektische gitaar, orgel, tamboerijn en bongo's.

## Credits
- George Harrison - elektrische gitaar, zang
- Paul McCartney - basgitaar, tamboerijn, bongos
- Ringo Starr - drums
- Chris Thomas - orgel, elektrische piano
- Ronald Ross, Bernard George - baritonsaxofoon
- Art Ellefson, Danny Moss, Harry Klein, Derek Collins - tenorsaxofoon